# ウワサの保護者会
『ウワサの保護者会』（ウワサのほごしゃかい）とは、2015年4月2日から2022年3月26日までNHK教育テレビジョンで放送されていた教育情報番組である。字幕放送を実施していた。
ファミリーレストランに見立てたセットのスタジオに集まった小中学生の保護者「ホゴシャ〜ズ」と教育や子育てについての悩みを語り合い、解決のヒントを探っていた。放送終了後もウェブサイトで情報を共有していた。

## 出演者
- 尾木直樹[5]
- 高山哲哉[5]（2015年度 - 2019年度）
- 小山径（2020年度 - 2021年度）

## 放送時間
- 2015年度
  - 本放送：毎週木曜日 22:25 - 22:50[6]
  - 再放送：毎週土曜日 12:00 - 12:25[6]
- 2016年度
  - 本放送：毎週金曜日 21:30 - 21:55[7]
  - 再放送：毎週土曜日 12:00 - 12:25[7]
- 2017年度 - 2021年度
  - 本放送：毎週土曜日 21:30 - 21:55
  - 再放送：翌週土曜日 12:30 - 12:55

## 放送リスト
| #             | テーマ                                                               | 初回放送日    | ゲストやナレーター             |
| ------------- | -------------------------------------------------------------------- | ------------- | ------------------------------ |
| 1             | 子どもが朝起きない!                                                  | 2015年4月2日  | 小野寺一歩                     |
| 2             | 新学期のお悩み                                                       | 4月9日        | 都さゆり                       |
| 3             | 母に言いたい!娘のホンネ                                              | 4月16日       | 小野寺一歩                     |
| 4             | どうする?ママとパパの対立                                            | 4月23日       | 徳山靖彦、高塚正也、陰山真寿美 |
| 5             | つい目についちゃう!?わが子のダメポイント                             | 5月7日        | 桜井智恵子、都さゆり           |
| 6             | どう築く?いい関係 子どもの発達障害                                   | 5月14日       | 鈴木麻里子                     |
| 7             | 兄弟姉妹の子育て                                                     | 5月21日       | 小野寺一歩                     |
| 8             | どうする?子どもとインターネット                                      | 5月28日       | 鈴木麻里子                     |
| 9             | わが子のこだわりファッション                                         | 6月4日        | 都さゆり                       |
| 10            | どうなの?となりの朝ごはん                                            | 6月11日       | 鈴木麻里子                     |
| 11            | 親は心配!子どものLINE                                                | 6月25日       | 都さゆり                       |
| 12            | どうする?子どものお手伝い                                            | 7月2日        | -                              |
| 13            | 親子を悩ます!?夏休みの宿題                                           | 7月30日       | -                              |
| 14            | 親子で話してる?戦争のこと平和のこと                                  | 8月6日        | 都さゆり                       |
| 15            | 反抗期へようこそ!                                                    | 8月27日       | 相原嵩明                       |
| 16            | どう向き合う?セクシュアル・マイノリティーの子どもたち                | 9月10日       | 都さゆり                       |
| 17            | うちの子 オタクなんです                                              | 9月17日       | 徳山靖彦、鈴木麻里子           |
| 18            | 部活の悩み!こうして解決                                              | 9月24日       | -                              |
| 19            | ウチの子 LINE依存!?                                                  | 10月8日       | 都さゆり                       |
| 20            | 大丈夫!?子どもの外遊び                                               | 10月15日      | -                              |
| 21            | 今ドキの孫育て事情                                                   | 10月22日      | 藤本隆行                       |
| 22            | おこづかいは何のため?                                                | 11月5日       | 羽田野博子                     |
| 23            | 過干渉 やめたいけれど…                                               | 11月12日      | 都さゆり                       |
| 24            | ひとりっ子 ワガママってホント?                                       | 11月19日      | 鈴木麻里子                     |
| 25            | 外国人ホゴシャーズの本音                                             | 11月26日      | 宮島史年                       |
| 26            | うちの子もしかして…?子どもの発達障害                                 | 12月3日       | 鈴木麻里子                     |
| 27            | 失敗にこそ 価値がある                                                | 12月10日      | 篠原信一、宮島史年             |
| 28            | シングルマザーの胸のうち                                             | 12月17日      | 宮島史年                       |
| 29            | 子ども部屋 どうしてますか?                                           | 12月24日      | 北浦かほる                     |
| 30            | 心配!夜の外出                                                        | 2016年1月28日 | -                              |
| 31            | 子どものケンカ そのとき親は?                                         | 2月4日        | 鈴木麻里子                     |
| 32            | 恋愛しない子どもたち 原因は親にあり!?                                | 2月11日       | 宮島史年                       |
| 33            | シングルファーザー奮闘!                                              | 3月3日        | 都さゆり                       |
| 34            | ウワサの職員会議〜教えて!先生のホンネ〜                              | 3月10日       | 鈴木麻里子                     |
| 番外          | 聞くわよ!不登校の悩み                                                | 3月31日       | -                              |
| 35            | 新年度のストレス 子どもの声を聞こう                                  | 4月8日        | 宮島史年                       |
| 36            | 子どものオシャレ どう見守る?                                         | 4月15日       | 宮島史年                       |
| 37            | 親の子育てストレス                                                   | 4月22日       | 鈴木麻里子                     |
| 38            | 反抗期のない子どもたち!?                                             | 5月6日        | 杉山芙沙子、宮島史年           |
| 39            | 気づいてますか?子どもの長所                                          | 5月13日       | 鈴木麻里子                     |
| 40            | いじめ パート1 子どもにどう向き合う?                                 | 5月20日       | 宮島史年                       |
| 41            | いじめ パート2 子どもを元気にするために                              | 5月27日       | 宮島史年                       |
| 42            | 親子で話してますか?政治のこと                                        | 6月3日        |                                |
| 43            | 子どもの将来 どう見守る?                                             | 6月10日       |                                |
| 44            | 男の子の育て方 どうすればいい?                                       | 6月17日       |                                |
| 45            | 父と思春期の娘 どうつきあう?                                         | 7月1日        |                                |
| 46            | 激論!ママへの不満VSパパへの不満                                      | 7月8日        |                                |
| 47            | ちゃんと知りたい!イスラム教徒ホゴシャーズ登場                        | 7月15日       |                                |
| 48            | 今からでも間に合う!スマホルール                                      | 7月22日       |                                |
| 49            | ゲームとのつきあい方                                                 | 7月29日       |                                |
| 50            | 子どもの迷言 どう受け止める?                                         | 8月5日        |                                |
| 51            | わが家の防災対策                                                     | 9月2日        |                                |
| 52            | ステップファミリー                                                   | 9月9日        |                                |
| 53            | 子どもの読書嫌い どう立ち向かう?                                     | 10月7日       |                                |
| 54            | 娘の恋愛 そして･･･性の話                                             | 10月14日      |                                |
| 55            | 子どもの運動ギライ                                                   | 10月21日      |                                |
| 56            | PTAやりたい?やりたくない?                                            | 11月4日       |                                |
| 57            | 子どもの"ウソ"                                                       | 11月11日      |                                |
| 58            | 子どもにペットをせがまれたら?                                        | 11月18日      |                                |
| 59            | 子どもの発達障害Part3 学校とのつき合い方                             | 12月2日       |                                |
| 60            | 子どもの叱り方 どうすれば?                                           | 12月9日       |                                |
| 61            | 入試が変わる?授業が変わる?アクティブラーニングって何?                | 12月16日      |                                |
| 62            | 親子で性の話してますか?                                              | 2017年1月6日  |                                |
| 63            | 子どもの言葉づかい                                                   | 1月13日       |                                |
| 64            | これって虐待?                                                        | 2月3日        |                                |
| 65            | 晩ごはん 一緒に食べなきゃダメ!?                                      | 2月10日       |                                |
| 66            | 子どもと向き合う時間がない!                                          | 2月17日       |                                |
| 67            | 思春期に効果あり!?季節の行事                                         | 3月3日        |                                |
| 68            | 親のがん どう伝える?                                                 | 3月10日       |                                |
| 69            | 母たち困惑!男子の性教育                                              | 3月17日       |                                |
| 70            | 自分で勉強する子に育てたい                                           | 4月8日        |                                |
| 71            | わが子がいじめ加害者になったとき・・・                               | 4月15日       |                                |
| 72            | わが子がいじめの傍観者だったら・・・                                 | 4月22日       |                                |
| 73            | 早期化する小学校の英語教育 ウチの子 大丈夫!?                         | 4月29日       |                                |
| 74            | 子どもの個性 どう育てる?                                             | 5月6日        |                                |
| 75            | 親の受験ストレス どう乗り切る?                                       | 5月13日       |                                |
| 76            | "プログラミング教育"って、なに?!                                     | 5月20日       |                                |
| 77            | わが家の"ワーク・ライフ・バランス"これでいいの?                      | 6月3日        |                                |
| 78            | 高い教育費!どう支える?                                               | 6月10日       |                                |
| 79            | 子どもの発達障害Part4 どうする?進学・就職                            | 6月17日       |                                |
| 80            | 親が知らない"見えないお金"                                           | 7月1日        |                                |
| 81            | どう向き合う?思春期コンプレックス                                    | 7月8日        |                                |
| 82            | 子離れするには どうしたらいい?                                       | 7月15日       |                                |
| 83            | 大変だけど楽しい?年子の子育て                                        | 7月22日       |                                |
| 84            | 留守番する子の本音                                                   | 7月29日       |                                |
| 85            | スペシャル「不登校～保護者ができることは?」                          | 8月26日       |                                |
| 86            | 「失敗しちゃった!?」子育ての後悔                                     | 9月9日        |                                |
| 87            | 子育て家庭が離婚を考えたとき                                         | 9月16日       |                                |
| 88            | 学校の先生とどう付き合う?小学校編                                    | 9月23日       |                                |
| 89            | "もったいない"が通じない!                                            | 10月14日      |                                |
| 90            | PTAは何のため?                                                       | 10月21日      |                                |
| 91            | 燃えすぎ注意!?子どものスポーツ                                       | 10月28日      |                                |
| 92            | ゲーム時間を減らそう大作戦                                           | 11月4日       |                                |
| 93            | 子どもの発達障害Part5 理解してほしい!学習障害のこと                  | 11月11日      |                                |
| 94            | 熊本家族のお悩みに答えるばい!!                                       | 11月18日      |                                |
| 95            | どうして勉強しないといけないの?                                      | 12月2日       |                                |
| 96            | 折れない心 どう育てる?                                               | 12月9日       |                                |
| 97            | どう伝える?子どもの家庭内マナー                                      | 12月16日      |                                |
| 98            | 好き?嫌い?図工の時間                                                 | 2018年1月6日  |                                |
| 99            | どう伸ばす?コミュニケーション能力                                    | 1月13日       |                                |
| 100           | ママ友とのつきあい方                                                 | 1月20日       |                                |
| 101           | シリーズ 不登校 ～学校に行かない学び方～                             | 1月27日       |                                |
| 102           | 校則スペシャル 前編                                                  | 2月17日       |                                |
| 103           | 校則スペシャル 後編                                                  | 2月24日       |                                |
| 104           | どうする?スマホデビュー                                              | 4月7日        |                                |
| 105           | 命ってなあに?                                                        | 4月14日       |                                |
| 106           | 共働きの子育て                                                       | 4月21日       |                                |
| 107           | わが家の食事 これでいいの!?                                          | 5月12日       |                                |
| 108           | はずかしい?授業のダンス                                              | 5月19日       |                                |
| 109           | すくすく子育て×ウワサの保護者会「ちゃんと知りたい!子どもの発達障害」 | 5月26日       |                                |
| 110           | どうして忘れものをするの?                                            | 6月9日        |                                |
| 111           | 仲良くできる?外国から来た子どもたち                                  | 6月16日       |                                |
| 112           | 習い事は難しい?                                                      | 6月23日       |                                |
| 113           | 障害について、子どもとどう話す?                                      | 7月14日       |                                |
| 114           | 性のはなし、してますか?～小学生編                                    | 7月21日       |                                |
| 115           | 性のはなし、してますか?～中高生編                                    | 7月28日       |                                |
| 116           | スペシャル「"学校"に行かないという選択」                             | 9月1日        |                                |
| 117           | あぁ 宿題!                                                           | 9月8日        |                                |
| 118           | きょうだいの子育て                                                   | 9月15日       |                                |
| 119           | お金の価値 伝えるには?                                               | 9月22日       |                                |
| 120           | 子どもの怖いもの                                                     | 10月6日       |                                |
| 121           | 聞いてよ!尾木ママ                                                    | 10月13日      |                                |
| 122           | キャリア教育 大事なことは?                                           | 10月27日      |                                |
| 123           | 子どもの心身の不調                                                   | 11月3日       |                                |
| 124           | どうなる?これからの部活                                              | 11月10日      |                                |
| 125           | 発達障害かも･･･ どうすれば?                                          | 11月17日      |                                |
| 126           | ニュース見てる!?                                                     | 12月1日       |                                |
| 127           | 親子の会話が難しい?                                                  | 12月8日       |                                |
| 128           | 道徳が教科になった!                                                  | 2019年1月12日 |                                |
| 129           | 父親らしさってなに?                                                  | 1月19日       |                                |
| 130           | みんな同じにしなくちゃダメ?                                          | 1月26日       |                                |
| 131           | 反抗期 冷静になれない!?                                              | 2月2日        |                                |
| 132           | 心配!子どもの"ひとり歩き"                                            | 2月16日       |                                |
| 133           | 不登校 親の悩み                                                      | 2月23日       |                                |
| 134           | 子どものSNSが心配                                                    | 3月2日        |                                |
| 135           | くうねるあそぶ×ウワサの保護者会「災害 そのとき子どもは」             | 3月16日       |                                |
| 136           | AI時代 何を勉強すれば?                                               | 4月6日        |                                |
| 137           | 子離れがさみしい!                                                    | 4月13日       |                                |
| 138           | 教えてゾロリ!子どもの気持ち                                          | 4月20日       |                                |
| 139           | 困った!学童に入れない                                                | 5月11日       |                                |
| 140           | 答えに困った!子どもの質問                                            | 5月18日       |                                |
| 141           | シリーズ 虐待を防ぐには(1)「親も助けてほしい」                       | 5月25日       |                                |
| 142           | シリーズ 虐待を防ぐには(2)「どう叱ればいいの？」                     | 6月1日        |                                |
| 143           | テストは変わる                                                       | 6月15日       |                                |
| 144           | 子どものウソ                                                         | 6月29日       |                                |
| 145           | なんとかして!おなかの痛み                                            | 7月13日       |                                |
| 146           | 性的マイノリティーの子どもたち(1)～誰にも言えない思い～              | 7月20日       |                                |
| 147           | 性的マイノリティーの子どもたち(2)～学校生活の悩み～                  | 7月27日       |                                |
| 148           | 学校に行かない!～子どもたちの思い～                                  | 8月31日       |                                |
| 149           | 学校に行かない！～進路はどうする？～                                 | 9月7日        |                                |
| 150           | 先生とうまくいってる？                                               | 9月14日       |                                |
| 151           | 激論!運動会                                                          | 9月21日       |                                |
| 152           | 校長先生 中学校を変える!                                             | 9月28日       |                                |
| 153           | さよなら!子育てのイライラ                                            | 10月5日       |                                |
| 154           | いじめ 相談してほしいけど・・・                                      | 10月19日      |                                |
| 155           | 誰もが過ごしやすいクラスって?                                        | 11月9日       |                                |
| 156           | 子どもって迷惑?                                                      | 11月16日      |                                |
| 157           | シリーズ 虐待を防ぐには(3)「もしものときの児童相談所」               | 11月23日      |                                |
| 158           | シリーズ 虐待を防ぐには(4)「児童相談所～子どもの一時保護～」         | 11月30日      |                                |
| 159           | 気になる!先生の働き方                                                | 12月7日       |                                |
| 160           | 気づいて!きつ音の悩み                                                | 12月28日      |                                |
| 161           | 片づけられない!                                                      | 2020年1月4日  |                                |
| 162           | 聞いてよ!尾木ママ                                                    | 1月11日       |                                |
| 163           | 外国ルーツの子どもとつくる新たな学校                                 | 1月18日       |                                |
| 164           | 大調査!放課後の居場所                                                | 2月1日        |                                |
| 165           | シリーズ 虐待を防ぐには(5)「"しつけ"どうすればいいの?」              | 2月22日       |                                |
| 166           | "運動嫌い"が心配                                                     | 3月7日        |                                |
| 167           | 一斉休校、どうのりきる?                                              | 3月16日       |                                |
| 168           | 聞いてよ!尾木ママ～生活習慣のお悩み～                                | 4月4日        |                                |
| 169           | "いい親プレッシャー"をぶっとばせ!                                    | 4月11日       |                                |
| 170           | ためこまないで!"コロナストレス"                                      | 4月18日       |                                |
| 171           | 休校長期化!どうのりこえる?                                           | 4月25日       |                                |
| 172           | 10歳ごろのプチ反抗期                                                 | 5月9日        |                                |
| 173           | 長期休校 子どもたちの思い                                            | 5月30日       |                                |
| 174           | オンラインが変える!学校教育                                          | 6月6日        |                                |
| 175           | 親が知らない子どもの本音と「その後」スペシャル                       | 6月13日       |                                |
| 176           | スッキリ!子どもの睡眠改善!                                           | 6月27日       |                                |
| 177           | 要注意!学校での熱中症                                                | 7月4日        |                                |
| 178           | どうしよう...子育て方針の違い                                        | 7月11日       |                                |
| 179           | 安全に楽しむアウトドア                                               | 7月18日       |                                |
| 180           | コロナ禍の気づき 学校にどう生かす?                                   | 8月1日        |                                |
| 181           | コロナ禍で広がる教育"不平等"                                         | 8月15日       |                                |
| 182           | 子どもに伝わる叱り方                                                 | 8月29日       |                                |
| 183           | もやもやしない?"女らしさ男らしさ"                                    | 9月26日       |                                |
| 184           | 気になる姿勢のなおし方                                               | 10月3日       |                                |
| 185           | 発達障害 子どもを怒ってしまうとき                                    | 10月10日      |                                |
| 186           | これでいいの?子どものおこづかい                                      | 10月24日      |                                |
| 187           | 学びたいのに学べない!                                                | 11月7日       |                                |
| 188           | 算数・数学が変わる!                                                  | 11月14日      |                                |
| 189           | わが子がひきこもったら                                               | 11月21日      |                                |
| 190           | 将来の夢                                                             | 12月5日       |                                |
| 191           | これって過干渉?                                                      | 12月12日      |                                |
| 192           | 反抗期 親はどうする?                                                 | 2021年1月9日  |                                |
| 193           | どうする?子どものSNSトラブル                                         | 1月16日       |                                |
| 194           | いつから始める?性教育                                                | 1月23日       |                                |
| 195           | ゲームとどうつきあう?                                                | 1月30日       |                                |
| 196           | どう育む?自己肯定感                                                  | 2月27日       |                                |
| 197           | 父が知らない娘のホンネ                                               | 3月6日        |                                |
| 198           | ウワサの保護者会スペシャル「学びの地域差 学生のホンネ」              | 3月27日       |                                |
| 199           | 今だからこそのPTA!                                                   | 4月3日        |                                |
| 200           | もしかして中1ギャップ!?                                              | 4月17日       |                                |
| 201           | 学校の行き渋り                                                       | 5月18日       |                                |
| 202           | 早生まれの悩み                                                       | 5月15日       |                                |
| 203           | これって"やりすぎ教育"？                                             | 5月29日       |                                |
| 204           | コロナ禍で揺れた高校生の進路                                         | 6月6日        |                                |
| 205           | 変わる!?これからの学校                                               | 6月12日       |                                |
| 206           | 夫婦別姓 子どもはどうなる?                                           | 6月26日       |                                |
| 207           | 夫の家事育児と妻のホンネ                                             | 7月3日        |                                |
| 208           | きれいな字を書くには                                                 | 7月10日       |                                |
| 209           | 動画サイトとのつきあい方                                             | 8月14日       |                                |
| 210           | 知ってる?性の多様性 ～中学生のホンネ～                               | 8月21日       |                                |
| 211           | 習い事のもやもや                                                     | 9月25日       |                                |
| 212           | どうする?学校選び                                                    | 10月2日       |                                |
| 213           | 勉強はつまらない?                                                    | 10月16日      |                                |
| 214           | 聞いてよ!尾木ママ～子ども相談室～                                    | 10月23日      |                                |
| 215           | うちの子、消極的?                                                    | 10月30日      |                                |
| 216           | ホームエデュケーションって何?                                        | 11月13日      |                                |
| 217           | 子どものダイエット                                                   | 11月20日      |                                |
| 218           | 気になる!子どもの言葉づかい                                          | 12月11日      |                                |
| 219           | どうつきあう?子どもの怒り                                            | 12月25日      |                                |
| 220           | どうにかしたい!緊張                                                  | 2022年1月8日  |                                |
| 221           | 不登校 家族のすれ違い                                                | 1月15日       |                                |
| 222           | ひとりっ子の子育て                                                   | 1月22日       |                                |
| 223           | 努力してほしい!                                                      | 2月12日       |                                |
| 224           | 食べ方が気になる!                                                    | 2月26日       |                                |
| 225           | 子どもの心の不調                                                     | 3月5日        |                                |
| 226           | 聞いてよ!尾木ママ～思春期の悩み～                                    | 3月12日       |                                |
| 227（最終回） | 思春期 あのとき これから                                             | 3月26日       |                                |

## スタッフ
- 取材協力 - 成田奈緒子
- 技術 - 菊地秀之、八田野光司、井上彰、大塚良市
- 撮影 - 松本英明、江袋宏、二宮貴司、門脇妙子、佐々木秀和、滝澤真之
- 音声 - 秋谷政和、廣瀬あかり、井澤賢博、大畠聡、高橋信昭
- 照明 - 福嶋孝雄
- 音響効果 - 成田純一、長澤紀宏
- 美術 - 岩瀬夏緒里、瀨木文（瀬木文）
- 編集 - 大森晋、飯嶌良明、藤原文彦、岡本皓司、桑原孝夫、伊藤聡、須山秀司
- イラスト - 二村大輔
- ディレクター - 西澤道子、くぼまどか、中村裕子、観堂早織、桜井律、杉山優、成田智彦、橋本倫、廣木敦子
- 取材 - 矢野あかね、浜田玲、小原匡
- プロデューサー - 高橋才也
- 制作統括 - 古田尚麿、竹内慎一、六本良多
- 制作 - NHKエデュケーショナル
- 制作協力 - テレビマンユニオン
- 制作・著作 - NHK